# Präsidentschaftswahl in Polen 1926 (31. Mai)
Die dritte Präsidentschaftswahl in Polen fand am 31. Mai 1926 in Warschau statt. Die Nationalversammlung hat Józef Piłsudski zum Präsidenten der Republik Polen gewählt, dieser nahm die Wahl jedoch nicht an.

## Hintergrund
Während des Maiputsches vom 12. bis zum 15. Mai 1926 stürzte Marschall a. D. Józef Piłsudski die neu gewählte Regierung der Rechts-Mitte Koalition unter Wincenty Witos. Der Präsident der Republik Polen, Stanisław Wojciechowski, verzichtete am 15. Mai auf sein Amt, um eine weitere Anfeindung und einen Bürgerkrieg zu vermeiden. Der Sejmmarschall Maciej Rataj übernahm entsprechend der „Märzverfassung“ bereits zum zweiten Mal interimistisch die Amtsgeschäfte des Staatsoberhaupts. Zunächst wurde erwartet, dass Marschall Piłsudski auch das Parlament auflösen lässt und vorgezogene Neuwahlen befiehlt. Da allerdings nach dem Putsch keinerlei klare Anweisungen von Piłsudski kamen, rief Rataj für den Montag, den 31. Mai 1926 die Präsidentschaftsneuwahl aus.

## Die Wahl

### Kandidaten

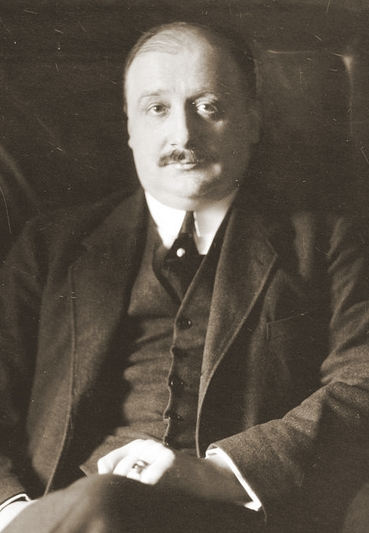
Adolf Bniński
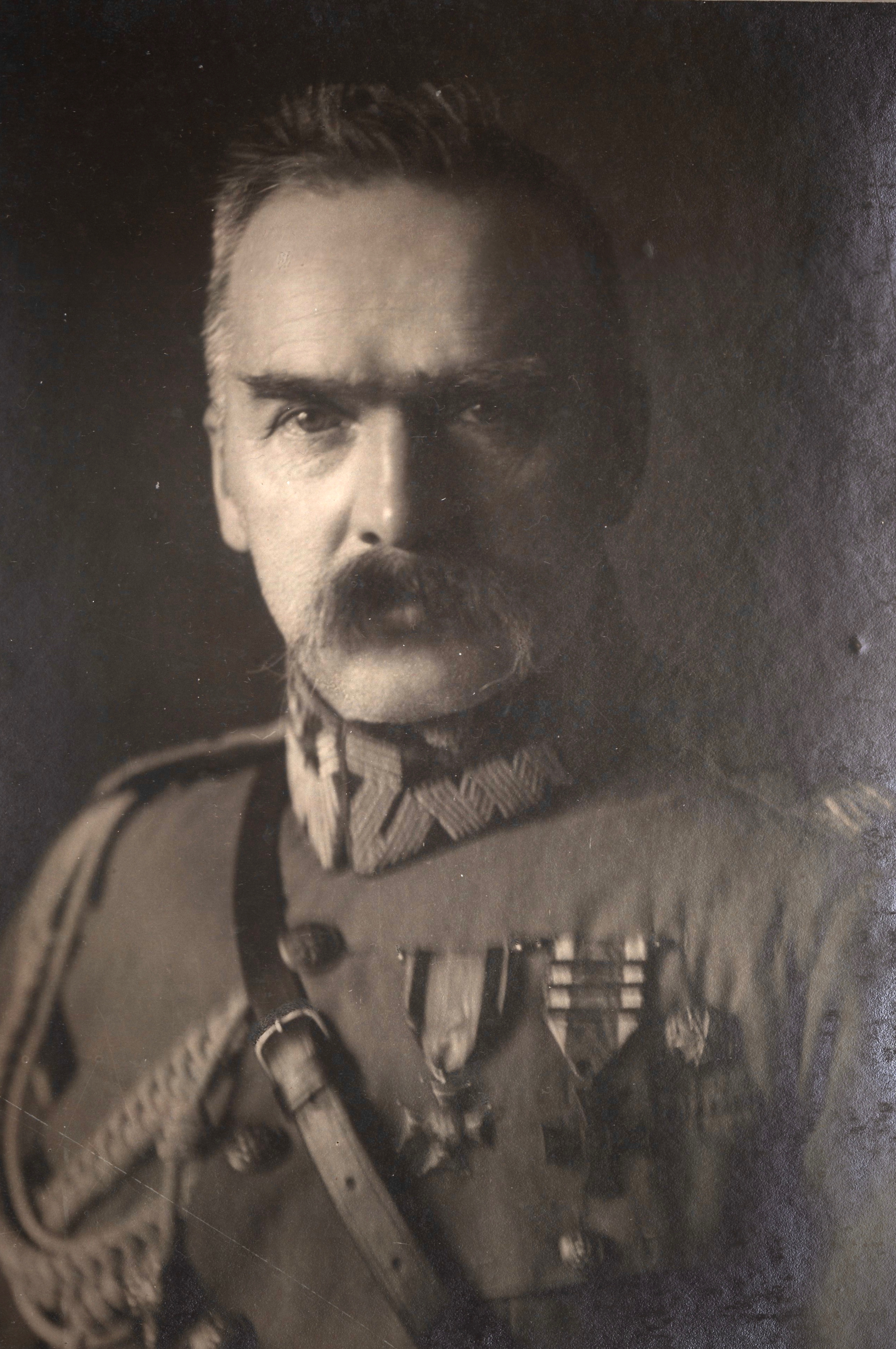
Józef Piłsudski

Folgende Kandidaten wurden in der Nationalversammlung zur Wahl vorgeschlagen:
- Adolf Bniński – Ländereibesitzer, Ökonom, Woiwode von Posen (seit 1923), Monarchist
- Józef Piłsudski – Marschall der Armee, Mitgründer der Polnischen Sozialistischen Partei, vormaliger Staatschef (1919–1922) und Oberbefehlshaber (1919–1923)

### Die Abstimmung
Unter dem Vorsitz des Sejmmarschalls Maciej Rataj fand die geheime Wahl in der vierten Sitzung der Nationalversammlung durch Wahlzetteleinwurf statt.

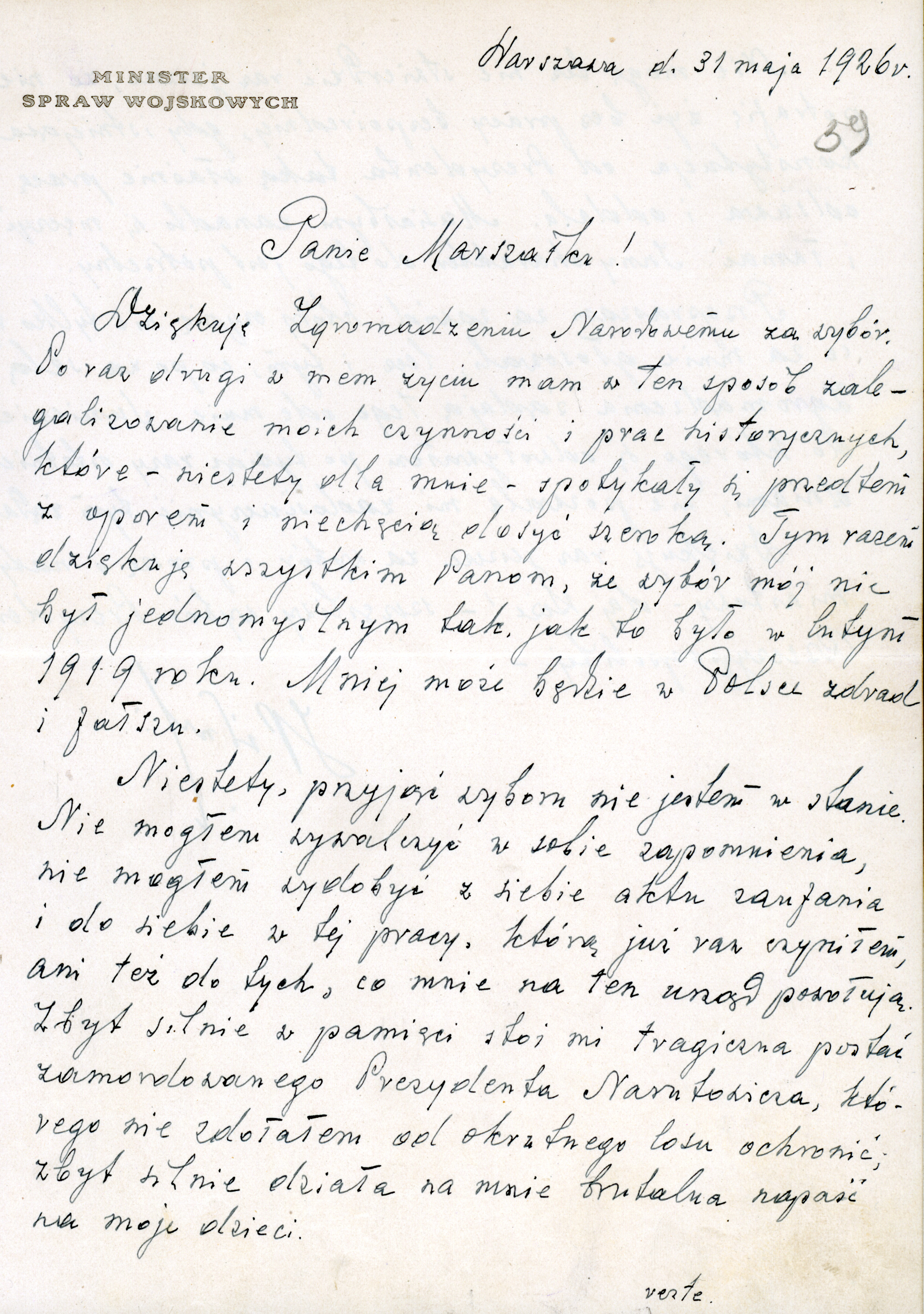
Schreiben von Piłsudski an die Nationalversammlung mit der Nichtannahme der Wahl

| Wahlgang                             | Kandidat          | Stimmenzahl | %    | Unterstützende Parteien          |
| ------------------------------------ | ----------------- | ----------- | ---- | -------------------------------- |
| 1. Wahlgang                          | Adolf Bniński     | 193         | 35 % | nationalistische Parteien        |
| 1. Wahlgang                          | Józef Piłsudski   | 292         | 53 % | linke und zentristische Parteien |
| 1. Wahlgang                          | Ungültige Stimmen | 61          | 12 % |                                  |
| Somit wurde Józef Piłsudski gewählt. |                   |             |      |                                  |

## Nach der Wahl
Marschall Piłsudski nahm die Wahl nicht an. Die Ablehnung der Wahlannahme wurde mit Staunen wahrgenommen, sowohl unter seinen Gegnern wie auch unter seinen Unterstützern. Mit seiner Wahl und der Ablehnung der Würde verfolgte Piłsudski gleich zwei Ziele. Zum ersten, er legitimierte damit seinen Putsch, da die demokratischen Prozeduren formal eingehalten blieben. Zweitens, er unterwarf sich die Nationalversammlung und demonstrierte damit seine weitestgehende Abscheu gegenüber dem Parlament.
Da weiterhin kein Staatsoberhaupt feststand, vertagte Rataj die Nationalversammlung auf den nachfolgenden Tag, damit eine weitere Wahl des Präsidenten stattfinden konnte.